# 吉津 (名古屋市)
吉津（よしづ）は、愛知県名古屋市中川区にある町名。現行行政地名は吉津一丁目から吉津五丁目。住居表示未実施。

## 地理
名古屋市中川区の北西部に位置し、新川を挟んで東は長須賀・万場、西は島井町・服部、南は西伏屋、南西は東春田、北は海部郡大治町大字砂子に接する。

## 歴史

### 沿革
- 1983年（昭和58年）11月13日 - 中川区富田町大字万場の一部により、同区吉津一丁目および同二丁目が成立[1]。
- 1989年（平成元年）10月8日 - 吉津二丁目に富田町大字松下の一部を編入する[1]。また、吉津三丁目が富田町大字松下および同万場の各一部、吉津四丁目が富田町大字松下および同春田の各一部、吉津五丁目が富田町大字松下および同伏屋の各一部によりそれぞれ成立する[1]。

## 世帯数と人口
2019年（平成31年）2月1日現在の世帯数と人口は以下の通りである。
| 丁目       | 世帯数    | 人口    |
| ---------- | --------- | ------- |
| 吉津一丁目 | 314世帯   | 798人   |
| 吉津二丁目 | 511世帯   | 1,166人 |
| 吉津三丁目 | 932世帯   | 2,069人 |
| 吉津四丁目 | 502世帯   | 1,066人 |
| 吉津五丁目 | 375世帯   | 749人   |
| 計         | 2,634世帯 | 5,848人 |

### 人口の変遷
国勢調査による人口の推移
| 1995年（平成7年）  | 5,867人 | [ WEB 5 ] |  |
| 2000年（平成12年） | 5,703人 | [ WEB 6 ] |  |
| 2005年（平成17年） | 5,895人 | [ WEB 7 ] |  |
| 2010年（平成22年） | 5,930人 | [ WEB 8 ] |  |
| 2015年（平成27年） | 5,902人 | [ WEB 9 ] |  |

## 学区
市立小・中学校に通う場合、学校等は以下の通りとなる。また、公立高等学校に通う場合の学区は以下の通りとなる。なお、小学校は学校選択制度を導入しておらず、番毎で各学校に指定されている。
| 丁目       | 小学校                                      | 中学校                 | 高等学校 |
| ---------- | ------------------------------------------- | ---------------------- | -------- |
| 吉津一丁目 | 名古屋市立万場小学校                        | 名古屋市立はとり中学校 | 尾張学区 |
| 吉津二丁目 | 名古屋市立万場小学校 名古屋市立千音寺小学校 | 名古屋市立はとり中学校 | 尾張学区 |
| 吉津三丁目 | 名古屋市立万場小学校 名古屋市立千音寺小学校 | 名古屋市立はとり中学校 | 尾張学区 |
| 吉津四丁目 | 名古屋市立千音寺小学校                      | 名古屋市立はとり中学校 | 尾張学区 |
| 吉津五丁目 | 名古屋市立千音寺小学校                      | 名古屋市立はとり中学校 | 尾張学区 |

## 交通
- 名古屋高速5号万場線
  - 千音寺出入口（出口）

- 愛知県道59号名古屋中環状線
- 愛知県道115号津島七宝名古屋線

## 施設

### 吉津一丁目
- 名古屋万場郵便局
- 一色公園

1977年（昭和52年）11月20日供用開始。

### 吉津二丁目
- 長堀公園

1977年（昭和52年）11月20日供用開始。
- 吉津公園

1987年（昭和62年）4月1日供用開始。

### 吉津三丁目
- 川西公園

1977年（昭和52年）11月20日供用開始。
- 古苗代公園

1987年（昭和62年）4月1日供用開始。
- 名古屋市営松下北荘
- 正明寺

### 吉津四丁目
- 富田北プール
- 日吉神社
- 富田工場

1962年（昭和37年）2月に富田焼却所として完成した清掃工場。
- 藤西公園

1987年（昭和62年）4月1日供用開始。
- 松下公園

1987年（昭和62年）4月1日供用開始。

### 吉津五丁目
- 若宮公園

1987年（昭和62年）4月1日供用開始。

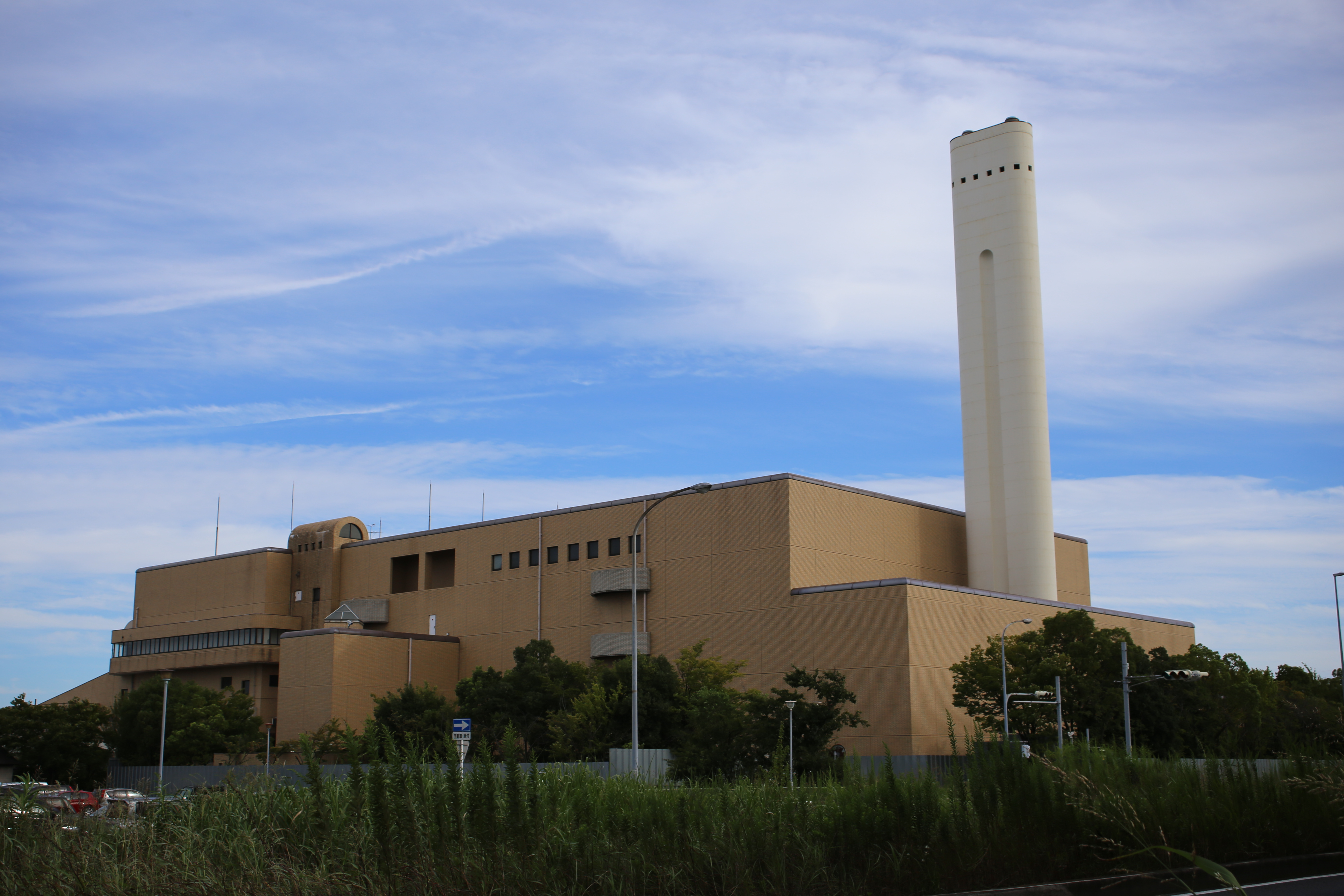
冨田工場
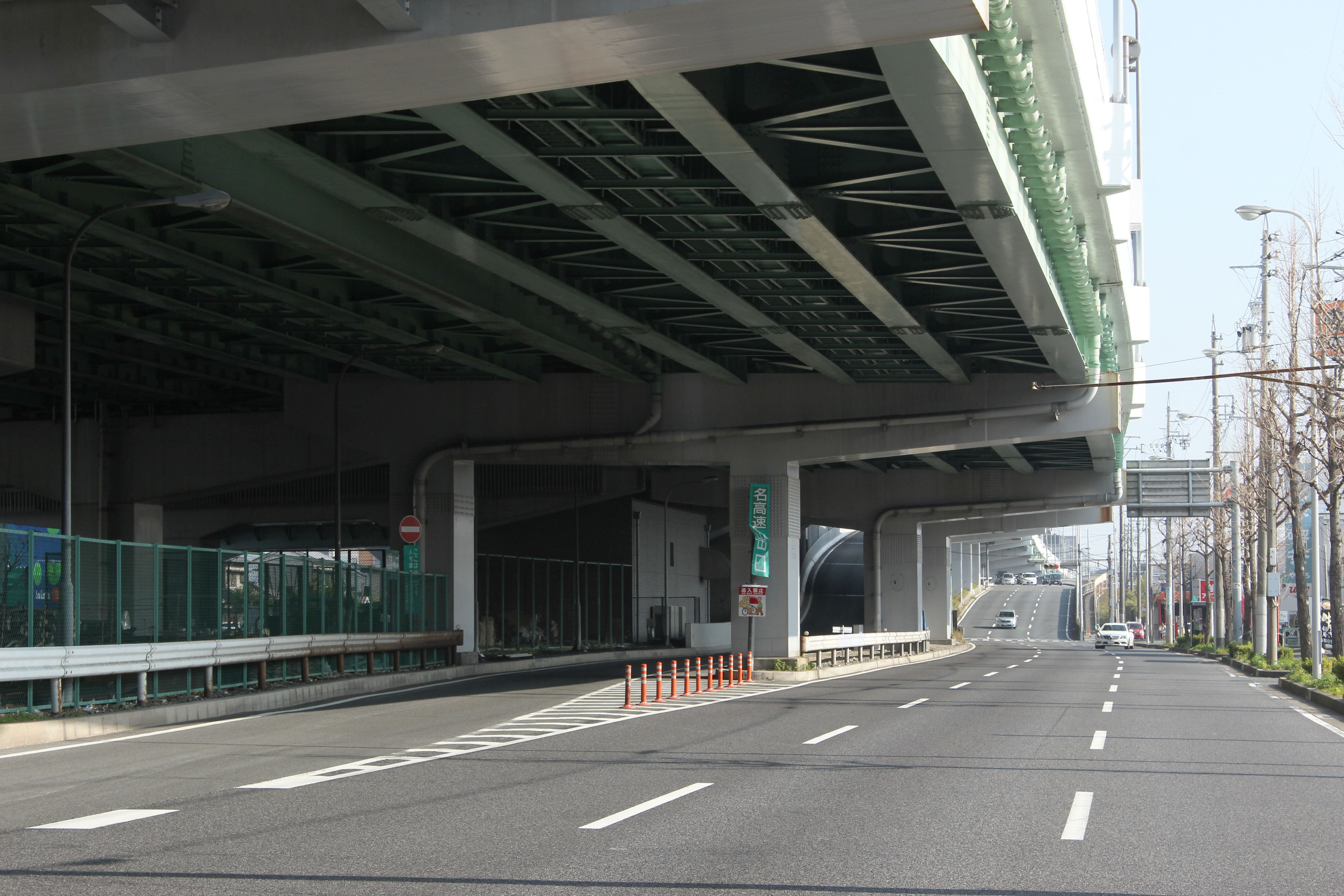
千音寺出口
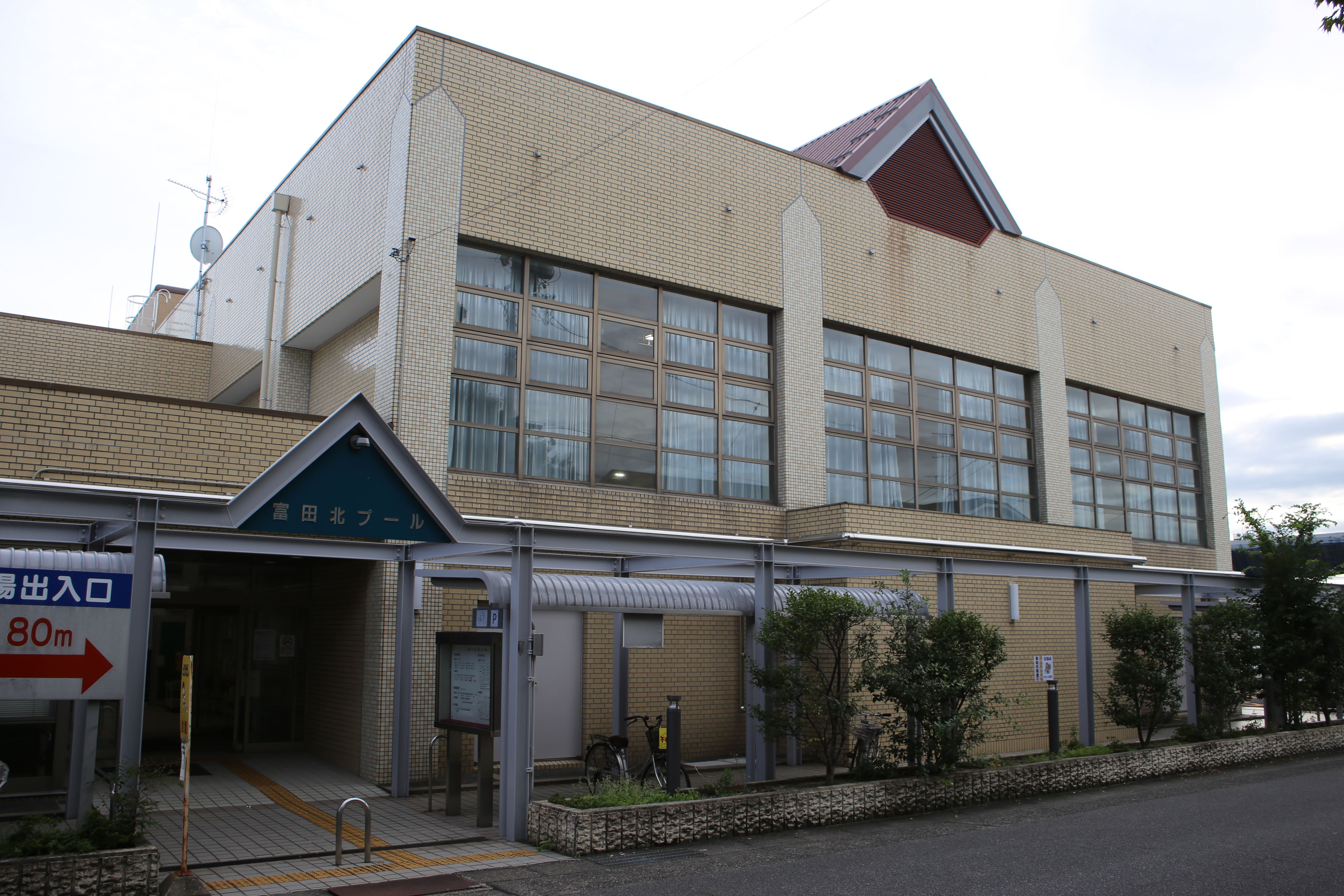
富田北プール

## その他

### 日本郵便
- 郵便番号 : 454-0981[WEB 2]（集配局：中川郵便局[WEB 13]）。

### WEB
1. 1 2  “町・丁目(大字)別、年齢(10歳階級)別公簿人口(全市・区別)”.   名古屋市 (2019年2月20日). 2019年2月20日閲覧。
2. 1 2  “郵便番号”.  日本郵便. 2019年2月10日閲覧。
3. ↑  “市外局番の一覧”.   総務省. 2019年1月6日閲覧。
4. ↑  “中川区の町名一覧”.   名古屋市 (2015年10月21日). 2019年2月13日閲覧。
5. ↑  総務省統計局 (2014年3月28日). “平成7年国勢調査の調査結果(e-Stat) - 男女別人口及び世帯数 －町丁・字等” (CSV). 2019年4月27日閲覧。
6. ↑  総務省統計局 (2014年5月30日). “平成12年国勢調査の調査結果(e-Stat) - 男女別人口及び世帯数 －町丁・字等” (CSV). 2019年4月27日閲覧。
7. ↑  総務省統計局 (2014年6月27日). “平成17年国勢調査の調査結果(e-Stat) - 男女別人口及び世帯数 －町丁・字等” (CSV). 2019年4月27日閲覧。
8. ↑  総務省統計局 (2012年1月20日). “平成22年国勢調査の調査結果(e-Stat) - 男女別人口及び世帯数 －町丁・字等” (CSV). 2019年4月27日閲覧。
9. ↑  総務省統計局 (2017年1月27日). “平成27年国勢調査の調査結果(e-Stat) - 男女別人口及び世帯数 －町丁・字等” (CSV). 2019年4月27日閲覧。
10. ↑  “市立小・中学校の通学区域一覧”.   名古屋市 (2018年11月10日). 2019年1月14日閲覧。
11. ↑  “平成29年度以降の愛知県公立高等学校（全日制課程）入学者選抜における通学区域並びに群及びグループ分け案について”.   愛知県教育委員会 (2015年2月16日). 2019年1月14日閲覧。
12. 1 2 3 4 5 6 7 8  “都市公園の名称、位置及び区域並びに供用開始の期日” (2019年5月1日). 2019年11月3日閲覧。
13. ↑  郵便番号簿 平成29年度版 - 日本郵便. 2019年02月10日閲覧 (PDF)

### 書籍
1. 1 2 3 4  名古屋市計画局 1992, p. 831.
2. ↑  なごやの清掃事業編集委員会 1982, p. 204.